# 打加错
打加错是中国西藏自治区岡底斯山脈中段的一座半鹹水湖，地處日喀则市昂仁县如萨乡與阿里地区措勤县曲洛乡交界的狹長地塹盆地內，因南北兩側地層的走滑拉張程度不均而成弓狀。湖面海拔5069公尺，表面積109.4平方公里。湖水呈弱鹼性，由周圍高山的冰雪融水，沿甲娃日曲、雅曲、查张河等20餘條河川供給，同時無河川流出。湖的東岸有216国道（原西藏S206省道）經過。